# Adam Johnson (fodboldspiller)
 Der er flere personer med dette navn, se Adam Johnson.
Adam Johnson (født 14. juli 1987 i Sunderland) er en engelsk fodboldspiller, der spiller som kantspiller. Oprindeligt kom han fra Middlesbrough F.C., og han har efterfølgende spillet for Manchester City samt på lejebasis hos Leeds United og Watford. Fra sommeren 2012 spillede han for Sunderland, indtil han i 2016 blev fyret efter at han erklærede sig skyldig i seksuelt samkvem med en mindreårig. Han blev senere idømt 6 års fængsel for det.

## Landshold
Johnson debuterede for Englands landshold den 24. maj 2010 i et opgør mod Mexico i London.